# Bernard de Chevenon
Bernard de Chevenon, mort le 16 février 1420, est un évêque français.

## Biographie
Évêque d'Agen depuis 1395, il est nommé au siège de Saintes en 1395 puis à celui d'Amiens en 1411 et enfin à celui de Beauvais en 1413.